# IRL (internet)
 For alternative betydninger, se IRL. (Se også artikler, som begynder med IRL)
IRL er en forkortelse, brugt i chat over internet, for det engelske in real life, dvs. de ting der sker i den virkelige verden uden for chattens tekstverden.
Begrebet IRL-garanti benyttes, når en internetside mener at kunne stå inde for, at en bruger er den, han eller hun udgiver sig for at være.
| Sprog | Spire Denne artikel om sprog er en spire som bør udbygges. Du er velkommen til at hjælpe Wikipedia ved at udvide den. |